# Navarrete
Navarrete és un municipi de la Comunitat Autònoma de La Rioja (Espanya), situat a uns 11 km de Logronyo, seguint la ruta del Camí de Santiago. Declarat conjunt historicoartístic pel seu interès històric i monumental, és parada obligatòria per a tot pelegrí, que pot gaudir de la cultura i la història, reflectits en els seus carrers i monuments.

## Geografia
El nucli urbà es troba en el centre del territori, sobre el Cerro Tedeón (512 msnm), en un encreuament de carreteres. El seu caseriu s'estén pel vessant i el seu desenvolupament urbanístic s'estén per les zones baixes. En la seva part superior estan les clàssiques terrisseries, encara que actualment algunes s'han desplaçat a les parts més baixes, pròximes a les vies de comunicació. El seu terme municipal limita pel nord amb Fuenmayor; Logronyo i Lardero a l'Est; Entrena, Medrano, Hornos de Moncalvillo i Sotés al Sud i amb Huércanos i Cenicero a l'oest.
La major part del terreny està situat en un glacis del Iregua pel qual ara fluïx el riu Daroca. El seu relleu és suau, amb petites terrasses que van descendint des de la part sud del terme municipal. Són terrens argilencs i margosos, que s'eleven cap a l'oest en la Devesa la Verd, que té la seva major altitud a 781 metres, en el Turó de La Dehesa.
La resta del terme és de terrenys suaus que formen una petita vall per on discorre el riu Antiguo, que pren les seves aigües del riu Iregua i serveix per a regar algunes terres i movia diversos molins en el seu recorregut.
En la jurisdicció hi ha també una Bassa cridada de Valbornedo, que aprofita les aigües sobrants del municipi de Santa Coloma. La construcció d'aquesta bassa es remunta a l'època fundacional de la vila.

## Història
En Navarrete conten que el seu nom està en relació amb el límit amb Navarra, que en temps s'establia per la zona. En aquesta línia, altra teoria és la qual obeïx al vocable "Nafarrate" que en euskera es traduïx com "Porta de Navarra", situació que es dona en la segona part del segle xii; la posterior castellanització del mateix donaria lloc a la denominació actual. La seva fundació té a veure amb el desig dels reis castellans de defensar el seu territori enfront dels regnes veïns.
Per aquesta raó Alfonso VIII va proposar als habitants dels antics llogarets de la zona que es reunissin en un lloc defensiu. Aquests poblaments es coneixien amb el nom de Corcuetos i els seus noms eren: San Llorente, San Antolín, San Pedro i Ntra. Sra.del Prado.
La seva població es reuneix entorn del castell aixecat en el Cerro Tedeón, fundant la nova vila de Navarrete. El castell estava fortificat i protegit amb una prop, que tancava la població i la defensava dels possibles atacs que amenaçaven des del nord.
Als habitants d'aquesta nova població se'ls van concedir importants "furs" a partir de 1192. D'aquests furs ve l'origen d'utilitzar l'aigua dels rius de la zona i els aprofitaments de pastures i llenyes que tenia aquest poble en comú amb els veïns. És també el fur la causa dels seus mercats i la seva fira, i gràcies a aquests privilegis la vila va arribar una gran importància.
Amb totes les poblacions dels voltants formaven una gran mancomunitat cridada de les "Viles del Camp", tenint dret a la forest de Moncalvillo. Aquesta mancomunitat de terres, pastures i llenyes apareix citada en documents des del segle xi, el primer de la reina de Navarra, Estefanía de Foix.
La vila va passar a les mans de Juan Ramírez d'Arellano per donació del rei Enric II, arribant després a les mans de Diego Gómez Manrique, Duc de Nájera, en 1380.

## Llocs d'interès

### Edificis i monuments
- Església parroquial de l'Assumpció de María. Començada a construir en 1553 i acabada en el segle xvii. Consta de tres naus i un retaule barroc.

- Ermita de Santa María del Bon Succés. Situada al sud del municipi, en direcció a Entrena. En la seva façana s'observen relleus que fan referències als pelegrins de la ruta jacobea.

- Ruïnes de l'antic hospital medieval de San Juan d'Acre. Pel camí de Sant Jaume, després de passar l'Alt de la Grajera, des de Logronyo, i abans d'entrar a la població, a l'esquerra, es pot observar la planta d'aquest antic hospital de pelegrins demolit en el segle xix. La seva bella portada, d'estil gòtic es va conservar, instal·lant-la com accés principal del cementiri del poble, situat a la sortida cap a Nájera.

- El Castell. Part més alta del poble des d'on s'albiren pobles pròxims com p. ex. Fuenmayor.

## Demografia
Evolució demogràfica de Navarrete, durant el segle xx.
Podem observar l'increment de població dels últims anys comparant aquestes dues xifres: En 1900 Navarrete tenia 1.737 habitants i en 2007 la població va augmentar fins als 2.722 habitants.